# Redinho
Том Калверт (англ. Tom Calvert, род. 20 июня 1981), более известный под сценическим псевдонимом Redinho (с англ. — «Рединьо») — английский мультиинструменталист, вокалист и продюсер из Лондона. Калверт продюсировал дебютный альбом Swet Shop Boys Cashmere и альбом Sufi LA, выступал с ними на «Позднем шоу со Стивеном Колбертом» в Нью-Йорке, а также руководил их живым выступлением на BBC Radio 1. Калверт также был участником концертной группы Hudson Mohawke во время раскрутки альбома Lantern, и продюсировал альбом Риза Ахмеда 2020 года The Long Goodbye.

## Карьера
В 2010 году Калверт начал сотрудничать с британским танцевальным лейблом Numbers под псевдонимом Redinho, выпустив свою бит-ленту Bare Blips. Под именем Redinho Калверт стал широко известен благодаря своим концертным выступлениям с использованием ток-боксов и синтезаторов, а также релизу Numbers 2011 года «Stay Together». Калверт гастролировал как Redinho, выступая на крупных площадках и фестивалях по всему миру, включая SXSW, Primavera и Sónar. Он также сотрудничал с Rustie и рэпером 100s. Он выпустил сингл «Searching» на Numbers в 2013 году. Среди известных фанатов Рединьо в индустрии в то время был Hudson Mohawke.
Полноформатный альбом Калверта, Redinho, вышел на лейбле Numbers в сентябре 2014 года. Dazed назвал его «дебютным альбомом… экстатически полным жизни и цвета». В альбоме приняли участие вокалисты Брендан Рейли, Вула и Ванесса Хейнс.
В 2015 и 2016 годах Калверт стал участником концертной группы Hudson Mohawke для кампании его альбома Lantern. Во время концертной сессии BBC Radio 1 Maida Vale Live Session Калверт также брал интервью у диджея Энни Мак через ток-бокс.
В 2017 году под своим именем Калверт выпустил бит-ленту под названием Zanbor, сопровождаемую фильмом, снятым режиссёром и продюсером Абдуллой Аль-Вали.
В начале 2018 года Калверт выпустил трек «Square 1» с участием Кимбры. Калверт также спродюсировал трек «Sweet Relief» для Кимбры в 2016 году.
В 2018 году Калверт выиграл международные гранты для артистов от Совета по искусству и PRS Foundation Momentum Fund, а также получил грант Британского совета «Musicians In Residence» и работал в Форталезе (Бразилия).
В марте 2019 года Калверт выпустил сингл «Snake Skin Boots» с участием лос-анджелесского рэпера Blimes на лейбле Roya. Этот сингл, а также другой сингл Калверта «Mmm Mmm», выпущенный годом ранее, в марте 2018 года, также на лейбле Roya, были последовательно названы Энни Мак на BBC Radio 1 «Самой горячей записью в мире».
В августе 2019 года Калверт выпустил сингл «Nova Special» на Roya Records. Видеоклип на сингл был снят в Афинах (Греция).
В октябре 2019 года Калверт выпустил песню «Sheriff» с участием певца из Южного Лондона, Джоэла Калпеппера.
В марте 2020 года вышел альбом Риза Ахмеда The Long Goodbye, полностью спродюсированный Калвертом. The Guardian написала, что «основной изюминкой The Long Goodbye являются резкие взрывы звука, где грохочущая перкуссия и семплы традиционных индийских и пакистанских инструментов и пения, последние часто зацикливаются в настойчивые, гипнотические мотивы, сталкиваются со всплесками резко искажённой электроники. Временами он переходит на более коммерческую территорию — Karma намекает на тропический хаус, Deal With It имеет цепляющую поп-мелодию — или что-то, что звучит подозрительно похоже на музыкальную сатиру. Но самые захватывающие моменты альбома — это его самые суровые моменты: бешеная Fast Lava, извержения Toba Tek Singh».
Калверт выпустил свой второй заметный альбом под именем Redinho, Finally We’re Alone, в июле 2021 года. Атмосферная и эмоциональная работа представляла собой личный снэпшот, сделанный во время пандемии 2020 года, основанный на электронной музыке, битах и ностальгии по VHS 80-х годов, написанный, спродюсированный и исполненный самим Рединьо. Альбом был положительно встречен в прессе, журнал Loud and Quiet назвал его «чрезвычайно деликатной и уязвимой записью», которая «правдиво передаёт бурные эмоции, которые все испытывают во время изоляции».

## Дискография

### Студийные альбомы
- Redinho (2014)
- Zanbor (2017) (как Том Калверт)
- SunnyVale (2020)
- Finally We're Alone (2021)

### Мини-альбомы
- Bare Blips EP (2010)
- Edge Off EP (2011)

### Синглы
- «Stay Together» (2011)
- «Searching» (2013)
- «Square 1» (2018) (с участием Кимбры)
- «Mmm Mmm» (2018)
- «Snake Skin Boots» (2019) (с Блимсом)
- «Nova Special» (2019)
- «Sheriff» (2019) (с Джоэл Калпеппер[англ.])
- «Bullet» (2021) (с участием Sans Soucis)

### Гостевые выступления
- 100s[англ.] — «Ten Freaky Hoes» с альбома Ivry (2014)
- Rustie[англ.] — «Lost» с альбома Green Language[англ.] (2014)

### Продюсирование
- Кимбра — «Sweet Relief» (2016)
- Bonzai[англ.] — «2B» и «Bodhran» с альбома Lunacy (2016)
- Swet Shop Boys — Cashmere (2016)
- Swet Shop Boys — Sufi La (2017)
- Риз Ахмед — The Long Goodbye (2020)

### Ремиксы
- Dorian Concept[англ.] — «Clap Track 4 (Redinho Remix)» (2015)
- Fatima Yamaha[англ.] — «Love Invaders (Redinho Remix)» (2016)
- Breakbot[англ.] — «Get Lost (Redinho Remix)» (2016)
- Hypnolove — «Marbella (Redinho Version)» (2019)